# کریستین بوخهولتس

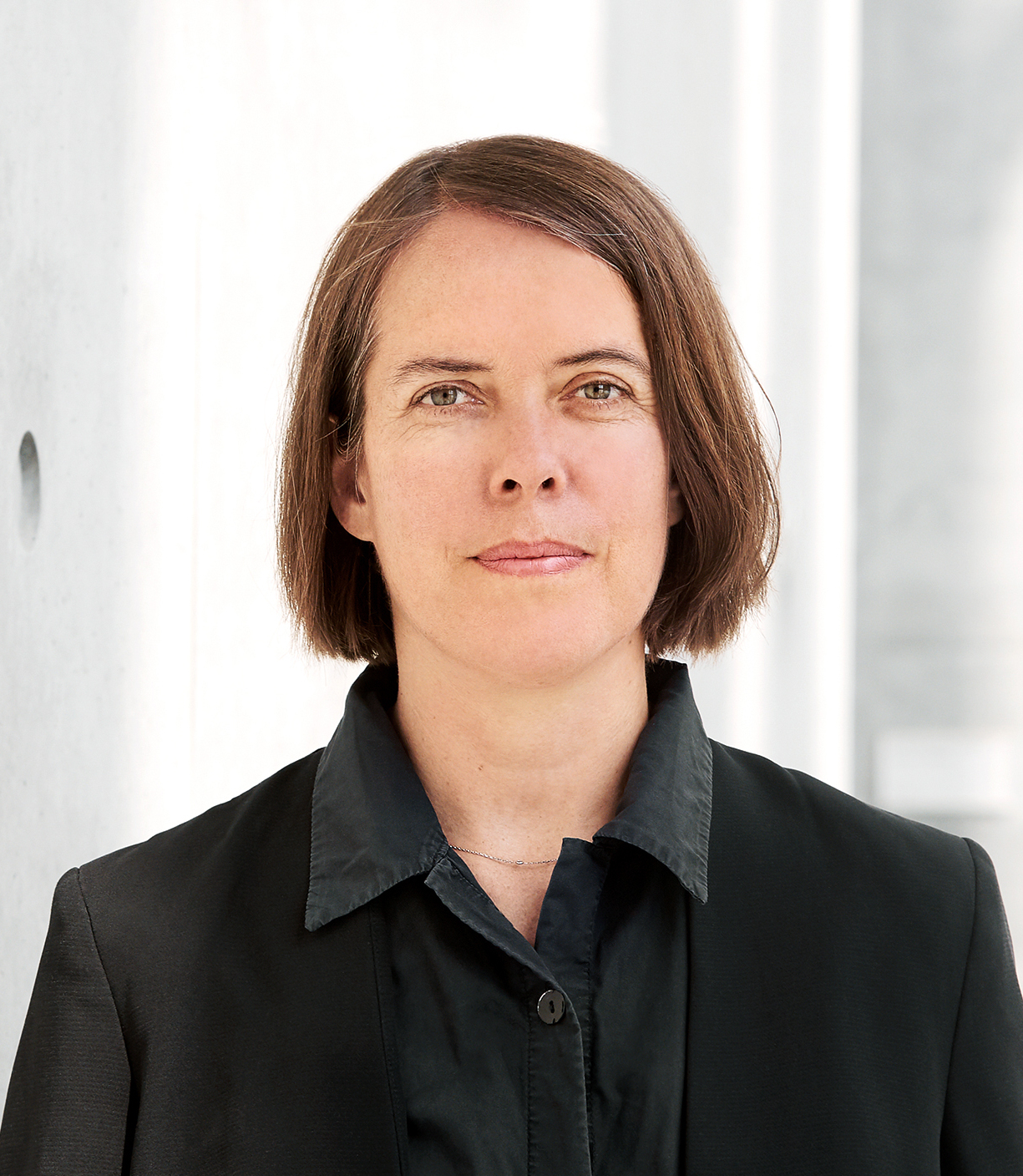

کریستین بوخهولتس (آلمانی: Christine Buchholz) یک سیاست‌مدار اهل آلمان است.